# メバエ科
メバエ科（メバエか、Conopidae）は、ハエ目（双翅目）の科の一つ。世界で約50属800種程度が記録されている比較的小さな科である。幼虫がスズメバチやミツバチなどのハチに寄生することで知られている。

## 分布
北極、南極と、太平洋諸島の多くの島を除くすべての地域に広く生息している。これまでに中央アメリカで212種、オーストラリアで100種、日本では25種が確認されている。

## 形態
体長は最も小型の種で2.5mm、大型種では最大30mmである。体色は黄色や黒色、赤褐色などの種があり、寄主とするハチに似た体色をしている。そのためメバエは、同じくハチに似たハナアブと同様、ハチ目（膜翅目）としてより分けられていることがあるが、羽の枚数など多くの特徴が異なることでハチ目の各種とは区別できる。頭部は大きく、触角は長い。メバエ亜科の種では単眼を欠くが、他の亜科では単眼を有する。

## 生態
メバエ科のほとんどの種は、社会性のハチであるスズメバチやミツバチ、マルハナバチの体内に卵を産み付け、幼虫はその寄主の体内で成長する（内部寄生）。ただし Stylogastrinae 亜科の種はゴキブリやコオロギといった昆虫に内部寄生する。寄主に産卵しやすいよう、一部の種では産卵管が長く発達している。
Stylogastrinae 亜科の種を除くほとんどの種は、寄主を発見しやすい花の近くでよく見られ、またそこで交尾もしている。このようにメバエ科の種はしばしば訪花するため、送粉者としての役割も担っているが、一方で別の送粉者であるハチに寄生するため、メバエ自身による送粉効果とハチによる送粉の阻害効果が拮抗しているものと考えられている。

## 分類

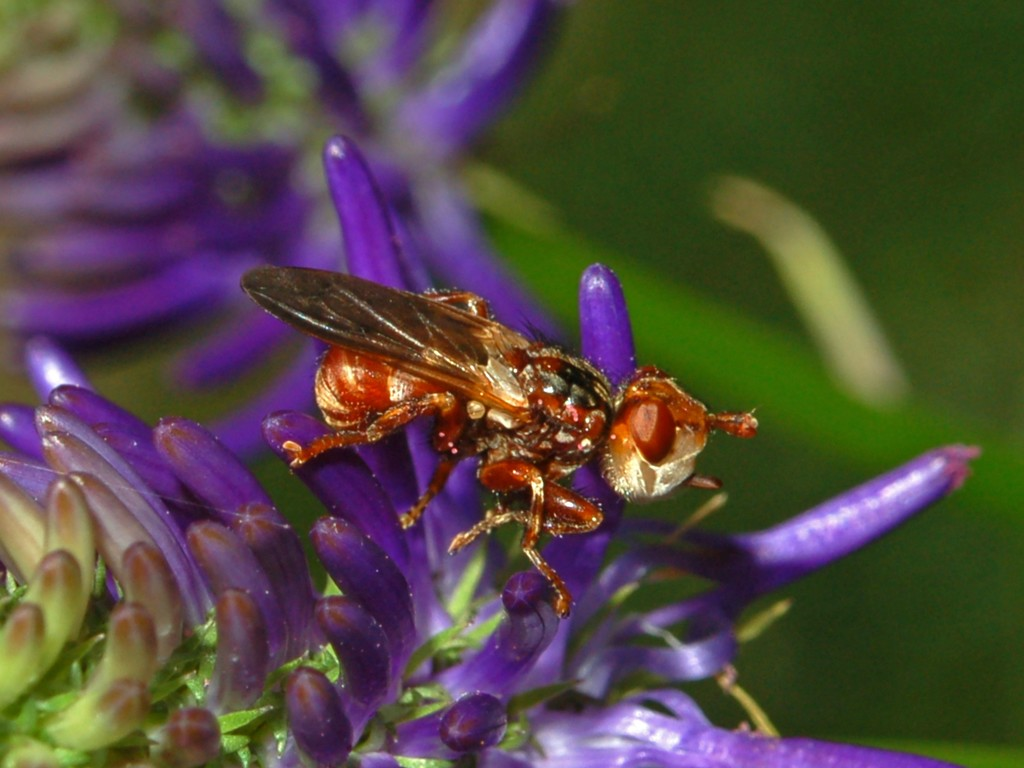
Myopa dorsalis (マダラメバエ亜科)

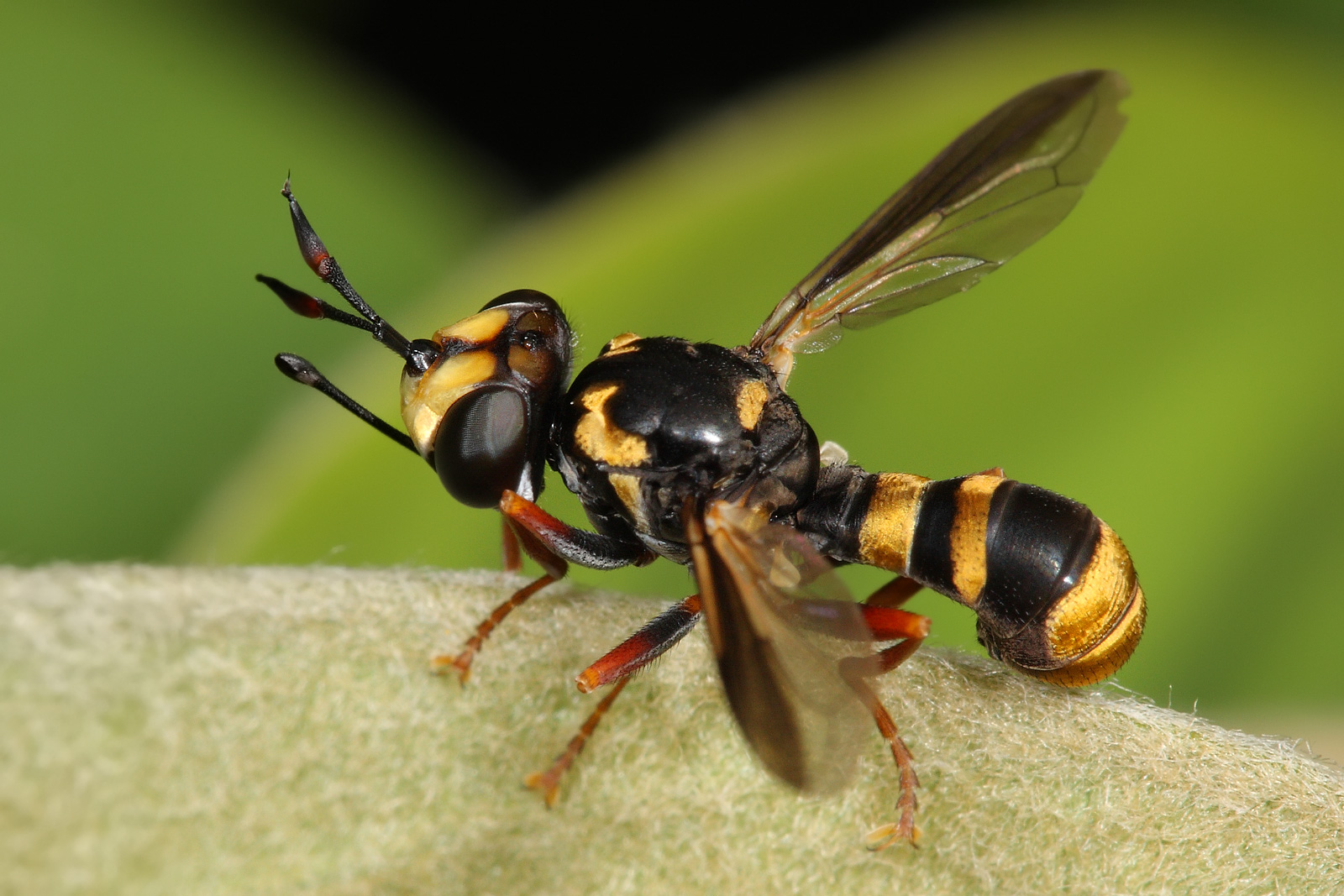
ハチに似た体色のメバエ科の1種。

現生種の下位分類は4亜科8族とされていたが、2010年に5つ目の亜科として Notoconopinae が記載された。またすでに絶滅した Palaeomyopinae 亜科が化石から発見されている。
一部の研究者は、形態的、生態的に異なる点が多い Stylogastrinae 亜科を独立した科とすべきだと主張している。またかつては、外見が似ているハナアブ科と姉妹群を構成すると考えられていたが、これは共有原始形質（symplesiomorphy）であると考えられている。
上位分類のメバエ上科は単型であり、ミバエ上科と近縁であるとされている。

### 下位分類
- メバエ亜科 Conopinae
  - 族 Brachyceraeini
  - 族 Conopini
  - 族 Pleurocerinellini
  - 族 Tropidomyiini
- Dalmanniinae
- マダラメバエ亜科 Myopinae
  - 族 Myopini
  - 族 Sicini
  - 族 Zodionini
- Notoconopinae
  - Notoconopus 1属のみ。
- Stylogastrinae
  - Stylogaster 1属のみ。
- †Palaeomyopinae - 絶滅

## 人間との関係
送粉者として農業などに利用されるハチに寄生するため、害虫として扱われることもある。特にミツバチにとって重要な害虫であるとされている。しかし、直翅目などに寄生する Stylogastrinae 亜科の種は、ほとんどの場合直接的な害虫とならないため、あまり高い関心を示されていない。